# Victor Nirennold
Victor Nirennold (* 5. April 1991 in Rennes) ist ein französischer Fußballspieler.

## Karriere
Victor Nirennold erlernte das Fußballspielen bei Stade Rennes im französischen Rennes. Wo er nach der Jugend spielte, ist unbekannt. Von 2014 bis August 2015 spielte er in den Vereinigten Staaten bei den NSU Sharks und FC Miami City. Am 28. August 2015 unterschrieb er in England einen Vertrag bei Fleetwood Town. Der Verein aus Fleetwood spielte in der dritten englischen Liga, der EFL League One. Von Februar 2018 bis Mai 2018 spielte er auf Leihbasis beim Fünftligisten AFC Guiseley in Guiseley. Für Guiseley bestritt er 14 Spiele in der fünften Liga. Im Juni 2018 kehrte er zu Fleetwood zurück. Nach insgesamt 56 Spielen für den Klub wechselte er Anfang August 2018 in die Slowakei. Hier nahm ihn der in der ersten Liga, der Fortuna liga, spielende FK Senica unter Vertrag. Mit dem Verein aus Senica spielte er neunmal in der ersten Liga. Im Februar 2019 zog es ihn nach Asien. In Vietnam beim SHB Đà Nẵng, ein Erstligist aus Đà Nẵng, unterschrieb er einen Einjahresvertrag. 23-mal stand er für den Klub in der ersten Liga auf dem Spielfeld. Anfang 2020 ging er nach Malaysia. Hier verpflichtete ihn der in der ersten Liga spielende UiTM FC aus Shah Alam.
Im Januar 2022 wechselte Nirennold für ein halbes Jahr nach Schottland zum FC Motherwell.